# Hebeschiebetür
Hebeschiebetüren oder auch Schiebehebetüren sind Türen, deren Flügel zum Öffnen samt der zugehörigen Dichtung zunächst an- und somit aus ihrer dichten Verschlussposition gehoben, um dann seitwärts beliebig verschoben zu werden. Durch das Anheben entfällt der Kontakt zwischen Dichtung und Boden (mit oder auch ohne Schwelle, d. h. barrierefreie Ausführung), so dass kein Schleifen wären des Verschiebens auftritt. Der Flügel der Hebeschiebetür lässt sich auch in der gewünschten  geöffneten Position absenken und somit arretieren.
Vorteilhaft ist, wenn auch die oberen Dichtung während des Öffnens gelöst ist und nicht schleift.

## Einzelnachweis
1. ↑  energie-experten.org:  Aufbau und Funktionsweise von modernen Hebeschiebetüren